# John de la Pole, 2. hertug af Suffolk
John de la Pole, 2. hertug af Suffolk, KG (27. september 1442 – 14. til 21. maj 1492), var en mægtig stormand i England i det 15. århundrede. Han var søn af William de la Pole, 1. hertug af Suffolk og Alice Chaucer, datter af Thomas Chaucer (hvilket gør John til oldebarn af digteren Geoffrey Chaucer). Hans opvækst blev ødelagt i 1450 af hans fars politiske fald og efterfølgende mord. Faderen havde været kongen, Henrik 6.'s favorit, men blev mere og mere mistroet af resten af adelen. Selvom den første hertug af Suffolk havde gjort sig rig gennem handel og især kongelige gavebreve, ophørte denne indtægtskilde ved hans død, så John de la Pole var blandt de fattigste engelske hertuger, da han antog sin titel i 1463. Dette var en omstændighed, som John måtte føle på den hårde måde. Ved mere end en lejlighed nægtede han at drage til London, da han på grund af sin forarmede tilstand ikke havde råd til at opretholde et følge.
Som ung blev John de la Pole gift to gange. Hans første ægteskab med Margaret Beaufort blev annulleret, men hans andet ægteskab med Elizabeth af York gjorde ham til svogeren til to konger, Edvard 4. og Richard 3. Det gav ham elleve børn, hvoraf den ældste, John, nåede at blive udnævnt til Richard 3.'s arving i 1484 og faldt i kamp for den Huset Yorks sag. John de la Pole formåede dog hovedsageligt at undgå at blive involveret i de tumultariske begivenheder under Rosekrigene. Selvom han var politisk knyttet til Huset York i kraft af sit ægteskab, undveg han at deltage i kampene i 1450'erne og greb ikke til våben, før Edvard 4. havde taget tronen. De la Pole ser ud til faktisk at have brugt en stor del af denne periode på at strides med en af sine naboer i East Anglia, Paston-familien, over en arv, og han blandede sig for eksempel endda i parlamentsvalget i et forsøg på at få overhånden.
Suffolk modtog heller ikke store gaver fra Edvard 4., skønt de la Pole fortsatte med at støtte ham med våben, når det var nødvendigt, og da Edvard mistede sin trone i 1470, stolede det nye Lancaster-styre ikke på Suffolk. Suffolk kæmpede for Edvard i Slaget ved Barnet og Tewkesbury, men var ikke en del Edvards inderkreds under hans anden regeringstid. Han ser ud til at have accepteret Richard 3.'s tronbestigelse i 1483, men i modsætning til sin søn var han ikke til stede ved Richard 3.'s nederlag i Slaget ved Bosworth to år senere. Henrik 7. synes ikke at have holdt Suffolk søns forræderi mod hertugen, og synes selv at have beskyttet ham fra sønnes fratagelse ære, liv og gods. John de la Pole døde i 1492 og blev begravet i Wingfield Church, Suffolk.

## Opvækst
John de la Pole blev født den 27. september 1442, som eneste søn og arving til William de la Pole, 1. hertug af Suffolk og Alice Chaucer, der var barnebarn af digteren Geoffrey Chaucer. John var derfor stadig kun et barn på syv år, da han den 7. februar 1450 blev gift med den seks år gamle Lady Margaret Beaufort, skønt pavens dispensation til at blive gifte sig først blev underskrevet den 18. august 1450.
Jarldømmet Suffolk, skriver historikeren Michael Hicks, var 'ikke særligt rigt'. Hans mor havde dog betydelige godser i sin egen ret fra hendes far, Sir Thomas Chaucer. Fordi dette var Alices tredje ægteskab, holdt hun desuden store livgedinger fra begge hendes tidligere ægtemænd, hvoraf den anden havde været Thomas Montagu, 4. jarl af Salisbury.
Johns far forbedrede familiens stilling ved at udnytte kongen, Henrik 6.'s favorisering af ham, mens han tjente ham som en vigtig rådgiver i 1440'erne. Allerede jarl af Suffolk blev Johns far først ophøjet til et markis (i 1444) og derefter hertug af Suffolk (1448) og modtog med disse titler store gaver fra kronen. Det havde også været hans fars modtagelse af formynderskabet over Margaret Beaufort fra kongen, der muliggjorde Johns ægteskab med hende, mens begge stadig var unge børn og til trods for at de var inden for de forbudte led af blodsslægtskab. Samtidige hævdede, at ægteskabet med datteren af John Beaufort, hertug af Somerset (fætter til den daværende barnløse konge) var beregnet til at gøre John de la Pole til en eventuel arving til kronen. Dette anses for usandsynligt af moderne historikere, der har peget på indikationer på, at kongen støttede William i disse planer. Det er blevet antydet, at ægteskabet var det direkte resultat af Williams politiske vanskeligheder under 1450-51 parlamentet.

### Faderens fald
Enhver planer, som hans far måtte have haft for John, blev fuldstændig ødelagt i 1450, da Suffolk blev retsforfulgt af parlamentet for tabet af Normandiet under Hundredårskrigen. Suffolk blev forvist, men nåede aldrig kontinentet, da han blev myrdet af søfolk i Den Engelske Kanal kort efter sin afgang. Den 30. april 1450, inden han sejlede fra Ipswich, skrev den vanærede hertug et brev til John, hvori han opfordrede sin søn til at "...flygte fra selskabet og rådet af stolte mænd, af begærlige mænd og af skæbnesvangre mænd...".
Da Suffolk aldrig formelt var blevet dømt, blev han ikke ikke frataget sin ære, liv og gods, men de kongelige gavebreve, som havde givet John de la Pole så gode udsigter, vendte nu tilbage til kronen. Og selvom John havde arvet sin fars hertugdømme Suffolk, havde han mistet de forskellige embeder, som han havde holdt, såsom konstabel for Wallingford Castle. Derudover må hans økonomiske udsigt for hertugdømmet kun have været endnu mindre på grund af hans mor, der beholdt en tredjedel af hans fars ejendom som livgeding. Hans indkomst er blevet anslået til at være mindre end 280 £ om året, hvilket var mindre end det minimum, der krævedes for en jarl, endsige en hertug.
John de la Pole blev ikke myndig før i 1463. Som sådan blev hans formynderskab i 1450 overtaget af kronen, og formynderskabet over hans godser blev givet til andre af kongen. Hans ægteskab med Margaret Beaufort blev annulleret i februar 1453. En nylig biograf om hendes søn (den senere kong Henrik 7.) har beskrevet dem som gift "kun formelt", og andre steder beskrev den som en "hastig foranstaltning bestemt til ikke at vare ved".

## Tidlige karriere
John de la Pole begyndte at få opgaver fra omkring 1457. En af disse, til Oxfordshire i juli 1457, var at slå ned på "menigheder og ulovlige sammenkomster mod kongen". Da han stadig kun var femten år, var dette sandsynligvis en symbolsk position. På et tidspunkt inden februar 1458, i et arrangeret ægteskabt, af hans mor ser det ud til, giftede John sig med Elizabeth, den næstældste overlevende datter af Richard af York og Cecily Neville. Ægteskabet fandt sted på et politisk turbulent tidspunkt. Det 1. første slag ved St Albans havde fundet sted mindre end tre år tidligere, og kongen havde forsøgt at skabe en fred mellem York og hans allierede (som havde vundet slaget) og familierne til de stormænd, der var faldet der. York havde trods alt været en bitter fjende af Johns far, faktisk var det især takket være York, at der var blevet anlagt sag mod Suffolk i 1450.

### Ægteskab
John de la Poles eneste nylige biograf har antydet, at trods hans families kontroversielle senest historie, "var den unge John de la Pole, skønt han ikke var af så stor betydning, også en forbindelse for en stormand, der ønskede rigdom og værdighed for en datter". Med sig bragte Elizabeth en medgift på omkring 1533 £. Dette var ikke for at gøre Suffolk rig. Ikke alene var det ikke særlig meget sammenlignet med andre medgifter i perioden, men York, hvis lønninger fra hans forskellige embeder næsten altid var i restance, kunne ofte ikke betale raterne til tiden. York havde forpligtet sig til at betale i gældsbeviser til Alice i løbet af fire år, forudsat at hans datter ikke døde i mellemtiden.

### Anliggender i East Anglia og fejde med Pastons
Meget af Suffolks tidlige aktivitet i East Anglias lokalpolitik var sandsynligvis tilskyndet af hans mor, Alice, og senere kom han til at tilbringe lige så meget af sit voksne liv på hendes herregård i Ewelme, som han gjorde på sine egne herregårde. Suffolk spillede en fremtrædende rolle i fredskommissionerne i Norfolk og Suffolk, og disse blev en fast stilling fra 1464. Ved mindst to lejligheder forsøgte Suffolk at påvirke resultatet af et lokalt parlamentsvalg og udnævnelsen af amtets sheriff. Desuden var han fredsdommer i Berkshire og Oxfordshire i de sidste år af 1460'ere. Han involverede sig i nogle af de mest kontroversielle episoder i samfundet i East Anglia samfund, for eksempel forsøgte han at købe en del af den på det tidspunkt noget berygtede Fastolf-arv i 1461. Dette var faktisk en anden lejlighed, hvor vi faktisk kan se hans mors ledende hånd i virke, da hun er kendt for at have arbejdet for at opnå støtte ved hoffet til et sådant udfald, og endda Margaret Paston mente, at hun personligt stod bag angrebene. Begge var involveret i en voldsom strid med Paston-familien som et resultat af modstridende interesser i Fastolf-arven. Hertugen fremsatte i løbet af det følgende årti også andre omstridte (og i nogle tilfælde direkte ulovlige) krav på andre ejendomme i regionen, og i 1465 ødelagde en gruppe af hans mænd herregården Hellesdon i Norfolk og plyndrede kirken. For disse og andre ulovligheder, der blev påstået af samtidige, undslap Suffolk gengældelse, sandsynligvis på grund af hans kongelige forbindelser. På den anden side var han aldrig i stand til at bruge sådanne forbindelser til sin fordel og overtale kongen til at gribe ind i eventuelle strider på hertugens vegne.

## Rosekrigene
Skønt kong Henrik uden tvivl havde til hensigt at knytte politiske modstandere sammen, kan Johns ægteskab med Elizabeth af York have haft den utilsigtede konsekvens, at det knyttede Suffolk til Yorks fremtidige kamp mod Henrik. Og som Hicks skriver, "satte [Suffolk] endnu engang sit hus' fremtid på spil" ved at involvere sig i nationalpolitik. Året efter deres ægteskab var Yorks politiske modstand mod Henrik blevet til et væbnet felttog. Efter at de var blevet slået på flugt ved Ludford Bridge i oktober 1459 var Suffolks svigerfar York og svoger Edvard, jarl af March, og allierede blevet tvunget i eksil og blevet frataget deres ære, liv og gods af parlamentet i Coventry. Suffolk selv ser ud til ikke at have deltaget i Yorks militære felttog, men ifølge en samtidig krønikeskriver blev Suffolk af samme parlament frataget sit hertugdømme og degraderet til rang af jarl, fordi han havde giftet sig med en datter af York. Officielle optegnelser henviste fortsat til John som hertug, og da han under alle omstændigheder stadig strengt taget var mindreårig og ikke officielt havde modtaget nogen af sine titler, kan det måske ikke have været sandt. Eller hvis det var sket, kan det godt have været på grund af hans skattemæssige manglende evne til at opretholde en hertugs status.
I 1460, det sidste år under Huset Lancasters styre, blev John udnævnt til fredsdommer, men dette var ikke nok til at forhindre ham i at støtte Huset York, som efter Slaget ved Wakefield den 30. december 1460 tilfaldt den afdøde hertug af Yorks søn, Edvard, jarl af March. John ser ud til at have betragtet sig selv, fra en alder af 18 år, som en potentiel styrke i engelsk politik, og i slutningen af 1450'erne ser det ud til at han bevidst undgik at vise støtte til nogen af fraktionerne. Imidlertid havde Suffolk i begyndelsen af 1461 valgt at gå over på Huset Yorks side. Han kæmpede sammen med Richard Neville, jarl af Warwick, i Det 2. slag ved St Albans i februar 1461 og i Slaget ved Towton i marts, hvilket resulterede i et knusende nederlag for Lancaster -hæren. Som resultat af denne sejr blev Suffolks fætter Edvard udråbt til konge som Edvard 4. af England, og Suffolk fungerede som Lord Steward ved kroningen.

## Senere karriere

### Under Edvard 4.
En af de la Poles første opgaver under det nye regime var at ledsage Edvard i hans felttog mod skotterne om vinteren 1462, dog var han vendt tilbage til Norwich tidligt næste år. Suffolk deltog også i genbegravelsen af kongens onkel og fætre, Richard, jarl af Salisbury og hans søn Thomas i Bisham Priory i 1463. Kort efter blev Suffolks hertugdømme bekræftet for ham af Edvard 4. i et adelsbrev dateret den 23. marts (muligvis, som det er blevet foreslået, på baggrund af datidenen usikkerhed om, hvorvidt han nogensinde var blevet degraderet i 1460). Han tog faktisk kontrol over sine godser seks måneder inden han blev myndig, og blev fritaget for at skulle bevise sin alder som det var den juridiske skik. I 1465 tildelte kongen Suffolk en livrente på 100 mark (næsten 67 £) om året, dog gjaldt dette kun så længe hans hustru, kongens søster, levede. Det kan bare have været kompensation for jordbesiddelser, der er gået tabt på grund af Edvards behov for at give sin dronning et gods. To år senere blev hans ældste søn John ophøjet til jarl af Lincoln som et tydeligt tegn på kongens gunst. Suffolk selv sin fars embeder i Wallingford og Chiltern Hundred tilbage med en løn på 40 £ om året. I 1467 fungerede han som lensmand for sin svigerinde (kongens søster), Anne, hertuginde af Exeter.
Selvom Suffolk modtog minimal økonomisk fordel af det nye styre, tog han stadig på iøjnefaldende vis del i alle de store statsceremonier. Sådanne begivenheder varierede fra det kongelige bryllup i 1465 til ridderturneringer som den mellem Lord Scales og Bastarden af Burgund i 1467. På dette tidspunkt var kongens forværrede forhold til den magtfulde jarl af Warwick nået til det punkt, at den utilfredse jarl gjorde oprør mod Edvard. Suffolk forblev loyal over for sin svoger og ser ud til at ikke have deltaget i Neville/Woodville-fejden, der prægede meget af anden halvdel af årtiet. Suffolk deltog i Slaget ved Losecoat Field i 1470 og hjalp især kongen med at knuse Lincolnshire-oprøret samme år. Edvard blev dog efterfølgende tvunget i eksil, og Suffolk ser ikke ud til at haft det genoprettede Lancaster styres tillid, muligvis fordi han nægtede at komme til London for at møde Lorc Chancellor, selvom han personligt ser ud til hurtigt at være kommet til en forståelse med det nye styre. Hans hustru holdt kontakten med sine landflygtige brødre i Burgund. Da Edvard 4. vendte tilbage til England i marts 1471, sluttede Suffolk sig til hans felttog, hvor Edvard genvandt sin trone. Således deltog Suffolk også i kampene ved Barnet (hvor Warwick blev dræbt) og Tewkesbury (hvor Huset York endelig knuste resterne af Lancaster-hæren).
Efter Tewkesbury blev Suffolk tildelt godset tilhørende den mindreårige Francis, viscount Lovell under Lovells formynderskab, og kan i 1472 have modtaget varetægten over den tidligere Lancaster-dronning, Margrete af Anjou, idet Margaret på et tidspunkt blev holdt fanget i Wallingford og derefter i Ewelme. Dette blev efterfulgt af en række andre embeder og forfremmelser, hvoraf ingen var lukrative. I 1472 blev han udnævnt til high steward ved Oxford University og året efter blev han slået til ridder af Hosebåndsordenen. Han var også kongens stedfortræder i Irland mellem marts og juli 1478 (skønt han sandsynligvis aldrig indtog stillingen personligt). Så minimalt havde hans økonomiske situation faktisk forbedret sig, at Suffolk i det første parlament efter Edvards tilbagevenden fra eksil, i 1471, afviste hans indkaldelse til parlamentet. Dette var fordi han følte sig ude af stand til at opretholde status og opretholde et følge af en kongelig hertug værdig i London, uanset hvor længe parlamentet viste sig at vare. Med undtagelse af Lovell-godserne modtog Suffolk ingen større tilskud i skarp kontrast til Edvards brødre Georg, hertug af Clarence og Richard, hertug af Gloucester og endda kongens svigerfamilie, Woodville-familien. Suffolks fortsatte fattigdom blev afspejlet i det faktum, at selv om han igen loyalt deltog i kong Edvards felttog i Frankrig i 1475 (muligvis den eneste gang, han nogensinde drog til udlandet), kunne han kun mønstre fyrre bevæbnede ryttere og 300 bueskytter. Michael Hicks bemærker, at dette som et følge var "langt væk fra andre kongelige hertugers". Kort efter hans hjemkomst fra Frankrig døde hans mor, hertuginde Alice. Ganske sikkert inden den 15. august 1476, da kom John endelig i besiddelse af hendes lande, og dermed endelig hele sin ejendom. Hun blev begravet i Ewelme, Oxfordshire  i et "fantastisk alabastmonument".

### Under Richard 3. og Henrik 7.
Edvard 4. døde pludselig i april 1483 og efterlod sin unge søn, Edvard som sin arving og hertugen af Gloucester som rigsforstander for den nye konge og landet. Selvom han var blevet indkaldt til parlamentet i januar 1483, er det usandsynligt, at Suffolk var til stede ved hoffet på dette tidspunkt. Han deltog heller ikke i den døde konges begravelse. I juli var den unge konge blevet erklæret illegitim. Suffolk var i Westminster Hall den 26. juni 1483, da Gloucester gjorde krav på tronen, og han bar det kongelige scepter ved Richards kroning. Suffolks søn, jarlen af Lincoln, kan være blevet udnævnt til Richard 3.'s tronarving, efter at kongens egen søn, Edvard af Middleham var død i 1484. Suffolk mistede dog embedet som konstabel for Wallingford og Chiltern Hundreds til Lovell. Faktisk synes Suffolk ikke at have været mere populær hos Richard, end han havde været hos Edvard. I december 1483 blev Suffolk indkaldt til parlamentet, der bekræftede Richard 3.'s ret til tronen, og det følgende år påtog han sig opgaver i både Norfolk og Suffolk, samt at tage en ledende rolle i retssagen, der dømte William Collingbourne 's forræderi. i London.
I august 1485 invaderede Henrik Tudor England. Hertugen, som så mange af sine ligemænd, undlod at deltage i Slaget ved Bosworth Field, i modsætning til Lincoln, der kæmpede for kongen. Ingen af dem blev straffet for nogen rolle, de havde spillet under de tidligere styrer. Faktisk fik Suffolk næsten øjeblikkeligt Wallingford tilbage (da Lovell var blevet frataget sin ære, liv og gods efter Bosworth) og spillede en aktiv rolle i Henrik 7.'s første parlament. I oktober 1485 samlede de la Pole mænd mod oprørere i Norfolk, der havde "associeret" sig med skotterne. Det følgende år tog Lincoln del i Lambert Simnels oprør i 1487, muligvis med den hensigt at gøre krav på tronen til sig selv. Lincoln blev dræbt i kampen mod Henriks hær i Slaget ved Stoke Field. Kort efter Henriks tronbestigelse blev Suffolk sammen med resten af adelen tvunget til at underskrive kongens diktat om ikke at distribuere liberi eller samle store følger. Tilbage i East Anglia fortsatte Suffolk imidlertid med at rejse styrker mod dem, som han troede var i besiddelse af herregårde, som hertugen gjorde krav på.

## Sidste år og død
På trods af Suffolks søn og arvings oprøre og død i kamp mod kongen, synes hertugen ikke at have mistet kong Henriks tillid. Han blev igen udnævnt til retsmand ved parlamentet i 1487 og mønstrede mænd til Henriks felttog det efterfølgende år. Omkring samme tid mistede han også embedet som Wallingfords konstabel igen. Selvom Suffolk faktisk ikke mistede meget under Henrik Tudor, endte hans arvinger med at lide. Ved parlamentet i 1487, som Suffolk deltog i, blev Lincoln frataget sin ære, liv og død for forræderi. Suffolk bevarede sine egne lande og også dem, han havde tildelt Lincoln. Men dette var kun i hans egen levetid, og ved de la Poles død skulle disse godser vende tilbage til kronen. Dette kom ikke til at vare længe. Selvom Suffolk stadig synes at have været i live den 14. maj 1492, da han sad som fredsdommer i amtet, var han helt sikkert død seks dage senere. Han blev begravet iført hosebåndsordenens kappe i det college, som han grundlagt i Wingfield i Suffolk, i en "pragtfuld" grav, der gjorde den "diskrete ubemærkethed", som han havde tilbragt sine sidste år i, til skamme. Elizabeth, der døde senere, blev begravet ved siden af ham.

### Grav
Suffolks grav i St. Andrews Chapel i Wingfield Church skildrer ham i en figur iført en hertugkappe og krone. Historikere har bemærket forskellen mellem Suffolks figur og overlevende figurer af nogle af hans samtidige (som f.eks. jarlen af Salisbury, der er afbildet på sin grav som blot en ridder). Det er blevet foreslået, at adelen hovedsageligt, og Suffolk i særdeleshed, i stigende grad var ivrig efter at "adskille sig fra dem der var dem socialt underordnede", selv ved begravelse. Graven bærer også det, der er blevet beskrevet af en antikvar som en af de "smukkeste repræsentationer" af både ordenen og kappen af Hosebåndsordenen, der blev båret af adelsmænd i det 15. århundrede. Det er komplet med begravelsesrustning, og hans og hustruens ansigter blev begge skabt som portrætter og er beskrevet andetsteds som "et af de fineste eksempler" på en figur af en klædt ridder af Hosebåndsordenen og hans frue.

## Børn
Han fik elleve kendte børn, alle af med Elizabeth. Hans ældste søn og arving John, jarl af Lincoln (ca. 1462 – 16. Juni 1487), der blev arving til sin onkels trone på grund af, at kong Richard 3. mistede sin egen søn. Efter Richards død på Bosworth Field gjorde Lincoln oprør mod den nye konge, Henrik 7., og blev selv dræbt i Slaget ved Stoke Field. John de la Poles anden søn, Geoffrey, blev født omkring 1464, men døde ung. Den næste søn, Edvard (1466-1485), sluttede sig til kirken og blev ærkediakon af Richmond. John de la Poles første datter, Elizabeth (ca. 1468-1489), giftede sig med Henry Lovel, 8. baron Morley (1466-1489) og fik ingen børn. Johns hertugdømme tilfaldt hans fjerde søn, Edmund (1471 – 30. April 1513), som måtte forhandle energisk med kongen og betale et betydeligt beløb, før det blev tildelt. Han blev til sidst en York-prætendent til Henrik 8.'s trone, og for det blev han halshugget. En anden datter, Dorothy, der blev født i 1472, døde ung, mens Humphrey (1474–1513) blev ordineret, mens Anne (1476–1495) blev nonne. Johns sidste datter, Katherine (ca. 1477-1513), giftede sig godt med William, baron Stourton, som hun ikke fødte nogen børn. John de la Poles to yngste sønner ser ud til at have været involveret i en sammensværgelse mod Henrik 7., som blev opdaget i 1501. Sir William de la Pole af Wingfield Castle (1478–1539) blev holdt fanget i Tower of London i 37 år. Før dette havde han giftet sig med Katherine Stourton, hun var tyve år ældre end ham, og de fik ingen børn. Den yngste søn, Richard de la Pole (1480-1525), formåede at flygte til Frankrig ved opdagelsen af 1501-sammensværgelsen. Han deltog i Frankrigs felttog under de italienske krige og blev dræbt i Slaget ved Pavia den 24. februar 1525.
- John de la Pole, 1. jarl af Lincoln (ca. 1462 – 16. juni 1487). Han blev udpeget som sin morbror, Richard 3.'s arving. Gift med Lady Margaret FitzAlan og fik en søn, Edward de la Pole, der døde ung. Gjorde oprør mod Henrik 7. og blev dræbt i Slaget ved Stoke Field.
- Geoffrey de la Pole (f. 1464). Døde ung.
- Edward de la Pole (1466-1485). Ærkediakon af Richmond .
- Elizabeth de la Pole (ca. 1468 – 1489). Gift med Henry Lovel, 8. baron Morley (1466-1489), ingen børn.
- Edmund de la Pole, 3. hertug af Suffolk (1471 – 30. april 1513). York-fraktionens prætendent efter hans bror John. Henrettet ved halshugning efter ordre af Henrik 8.[35]
- Dorothy de la Pole (f. 1472). Døde ung.
- Humphrey de la Pole (1474-1513). Ordineret præst.
- Anne de la Pole (1476-1495). Nonne.
- Catherine de la Pole (omkring 1477–1513). Gift med William Stourton, 5. baron Stourton, ingen børn.
- Sir William de la Pole af Wingfield Castle (1478-1539). William blev holdt fanget i Tower of London, hans dødsdato anses generelt for at være i slutningen af 1539, enten oktober eller november. Gift med Katherine Stourton, ingen børn.
- Richard de la Pole (1480 – 24. februar 1525). York-fraktionens prætendent efter Edmund. Dræbt i Slaget ved Pavia.